# Campionati del mondo di corsa campestre 2017
Il XLII Campionato mondiale di corsa campestre si è tenuto a Kampala, in Uganda, il 26 marzo 2017 al Kololo Independence Grounds. È stata la 42ª edizione, organizzata dalla IAAF. Si sono svolti per la prima volta in Uganda, e per la quinta in Africa. Vi hanno preso parte 553 atleti in rappresentanza di 59 nazioni. Il titolo maschile è stato vinto da Geoffrey Kipsang Kamworor mentre quello femminile da Irene Chepet Cheptai.
È stata la prima edizione il cui programma ha previsto l'introduzione della staffetta mista, della lunghezza complessiva di 8 km, dove ogni atleta (quattro per squadra) ha percorso un giro del percorso gara, pari a 2 km di lunghezza.
La nazionale più medagliata è stata quella del Kenya con quattro medaglie d'oro, cinque d'argento e tre di bronzo, seguita da quella etiope e da quella ugandese. Altre tre nazioni sono entrate nel medagliere, ma con un'unica medaglia di bronzo: Turchia, Bahrein ed Eritrea.

## Nazioni partecipanti
Qui sotto sono elencate le nazioni che hanno partecipato a questi campionati (tra parentesi il numero degli atleti per ciascuna nazione). Hanno partecipato un totale di 553 atleti da 51 nazioni diverse.
- Algeria
- Australia
- Bahrein
- Belgio
- Benin
- Botswana
- Brasile
- Burundi
- Camerun
- Canada
- Cina
- Comore
- Danimarca
- Ecuador
- Egitto
- Eritrea
- Etiopia
- Figi
- Francia
- Gambia

- Giappone
- Giordania
- Gran Bretagna
- Italia
- Kenya
- Kuwait
- Lesotho
- Libano
- Liberia
- Madagascar
- Malawi
- Marocco
- Messico
- Namibia
- Nigeria
- Perù
- Portogallo
- Rep. Centrafricana
- RD del Congo
- Romania

- Ruanda
- Senegal
- Seychelles
- Sierra Leone
- Somalia
- Spagna
- Sri Lanka
- Stati Uniti
- Sudafrica
- Sudan
- Sudan del Sud
- Svizzera
- Tagikistan
- Tanzania
- Turchia
- Uganda
- Zambia
- Zimbabwe
- Yemen

## Programma
| Data     | Ora (UTC+3)              | Gara |
| -------- | ------------------------ | ---- |
| 26 marzo |                          |      |
| 14:00    | Staffetta mista          |      |
| 14:30    | Corsa under 20 femminile |      |
| 15:10    | Corsa under 20 maschile  |      |
| 15:55    | Corsa seniores femminile |      |
| 16:55    | Corsa seniores maschile  |      |

## Medagliati
| Specialità                | Oro                                                                                          | Prestazione | Argento                                                                                             | Prestazione | Bronzo                                                                                  | Prestazione |
| Individuale               |                                                                                              |             | |             |                                                                                         |             |
| Gara maschile (10 km)     | Geoffrey Kipsang Kamworor                                                                    | 28'24"      | Leonard Barsoton                                                                                    | 28'36"      | Abadi Hadis                                                                             | 28'43"      |
| Gara femminile (8 km)     | Irene Chepet Cheptai                                                                         | 31'57"      | Alice Aprot Nawowuna                                                                                | 32'01"      | Lilian Kasait Rengeruk                                                                  | 32'11"      |
| Gara maschile U20 (8 km)  | Jacob Kiplimo                                                                                | 22'40"      | Amdework Walelegn                                                                                   | 22'43"      | Richard Yator Kimunyan                                                                  | 22'52"      |
| Gara femminile U20 (6 km) | Letesenbet Gidey                                                                             | 18'34"      | Hawi Feysa                                                                                          | 18'57"      | Celliphine Chepteek Chespol                                                             | 19'02"      |
| Staffetta                 |                                                                                              |             | |             |                                                                                         |             |
| Staffetta mista (8 km)    | Kenya Asbel Kiprop Winfred Nzisa Mbithe Bernard Kipkorir Koros Beatrice Chepkoech            | 22'22"      | Etiopia Welde Tufa Bone Cheluke Yomif Kejelcha Genzebe Dibaba                                       | 22'30"      | Turchia Aras Kaya Maryem Akdag Ali Kaya Yasemin Can                                     | 22'37"      |
| A squadre                 |                                                                                              |             | |             |                                                                                         |             |
| Gara maschile (10 km)     | Etiopia Abadi Hadis Jemal Yimer Muktar Edris Ibrahim Jeilan                                  | 21 p.       | Kenya Geoffrey Kipsang Kamworor Leonard Kiplimo Barsoton Vincent Kipsang Rono Leonard Patrick Komon | 22 p.       | Uganda Timothy Toroitich Abdallah Kibet Mande Stephen Kiprotich Joshua Kiprui Cheptegei | 72 p.       |
| Gara femminile (8 km)     | Kenya Irene Chepet Cheptai Alice Aprot Nawowuna Lilian Kasait Rengeruk Hyvin Kiyeng Jepkemoi | 10 p.       | Etiopia Belaynesh Oljira Senbere Teferi Gebeyanesh Ayele Sentayehu Lewetegn                         | 45 p.       | Bahrein Ruth Jebet Rose Chelimo Eunice Chebichii Chumba Desi Mokonin                    | 59 p.       |
| Gara maschile U20 (8 km)  | Etiopia Amdework Walelegn Betesfa Getahun Selemon Barega Tefera Mosisa                       | 17 p.       | Kenya Richard Yator Kimunyan Amos Kirui Edwin Kiplangat Bett Wesley Ledama                          | 28 p.       | Eritrea Yemane Haileselassie Filmon Ande Abraha Kokob Mehari Tsegay                     | 55 p.       |
| Gara femminile U20 (6 km) | Etiopia Letesenbet Gidey Hawi Feysa Fotyen Tesfay Zeineba Yimer                              | 19 p.       | Kenya Celliphine Chepteek Chespol Sheila Chelangat Hellen Ekalale Lobun Joyline Cherotich           | 20 p.       | Uganda Peruth Chemutai Sarah Chelengat Adha Munguleya Janat Chemusto                    | 63 p.       |

## Risultati

### Individuale (uomini seniores)
| Pos. | Atleta                    | Nazione     | Tempo (m's") |
| ---- | ------------------------- | ----------- | ------------ |
|      | Geoffrey Kipsang Kamworor | Kenya       | 28'24"       |
|      | Leonard Kiplimo Barsoton  | Kenya       | 28'36"       |
|      | Abadi Hadis               | Etiopia     | 28'43"       |
| 4    | Jemal Yimer               | Etiopia     | 28'46"       |
| 5    | Aron Kifle                | Eritrea     | 28'49"       |
| 6    | Muktar Edris              | Etiopia     | 28'56"       |
| 7    | Vincent Kipsang Rono      | Kenya       | 29'00"       |
| 8    | Ibrahim Jeilan            | Etiopia     | 29'07"       |
| 9    | Timothy Toroitich         | Uganda      | 29'10"       |
| 10   | Bonsa Dida                | Etiopia     | 29'10"       |
| 11   | Sam Chelanga              | Stati Uniti | 29'13"       |
| 12   | Leonard Patrick Komon     | Kenya       | 29'16"       |

### Squadre (uomini seniores)
| Abadi Hadis     | 3    |
| Jemal Yimer     | 4    |
| Muktar Edris    | 6    |
| Ibrahim Jeilan  | 8    |
| (Bonsa Dida)    | (10) |
| (Getaneh Molla) | (18) |

| Geoffrey Kipsang Kamworor   | 1    |
| Leonard Kiplimo Barsoton    | 2    |
| Vincent Kipsang Rono        | 7    |
| Leonard Patrick Komon       | 12   |
| (Nicholas Mboroto Kosimbei) | (15) |
| (Leonard Langat)            | (29) |

| Timothy Toroitich       | 9    |
| Abdallah Kibet Mande    | 16   |
| Stephen Kiprotich       | 17   |
| Joshua Kiprui Cheptegei | 30   |
| (Phillip Kipyeko)       | (31) |
| (Stephen Kissa)         | (52) |

- Nota: gli atleti tra parentesi non hanno concorso al punteggio totale della squadra

### Individuale (uomini under 20)
| Pos. | Atleta               | Nazione | Tempo (m's") |
| ---- | -------------------- | ------- | ------------ |
|      | Jacob Kiplimo        | Uganda  | 22'40"       |
|      | Amdework Walelegn    | Etiopia | 22'43"       |
|      | Richard Yator        | Kenya   | 22'52"       |
| 4    | Betesfa Getahun      | Etiopia | 22'58"       |
| 5    | Selemon Barega       | Etiopia | 23'03"       |
| 6    | Tefera Mosisa        | Etiopia | 23'04"       |
| 7    | Amos Kirui           | Kenya   | 23'04"       |
| 8    | Edwin Kiplangat Bett | Kenya   | 23'10"       |
| 9    | Yemane Haileselassie | Eritrea | 23'18"       |
| 10   | Wesley Ledama        | Kenya   | 23'25"       |
| 11   | Filmon Ande          | Eritrea | 23'28"       |
| 12   | Bayelign Teshager    | Etiopia | 23'35"       |

### Squadre (uomini under 20)
| Amdework Walelegn   | 2    |
| Betesfa Getahun     | 4    |
| Selemon Barega      | 5    |
| Tefera Mosisa       | 6    |
| (Bayelign Teshager) | (12) |
| (Solomon Berihu)    | (14) |

| Richard Yator            | 3    |
| Amos Kirui               | 7    |
| Edwin Kiplangat Bett     | 8    |
| Wesley Ledama            | 10   |
| (Ronald Kiprotich Kirui) | (15) |
| (Meshack Munguti Nzula)  | (18) |

| Yemane Haileselassie | 9    |
| Filmon Ande          | 11   |
| Abraha Kokob         | 17   |
| Mehari Tsegay        | 20   |
| (Robel Sibhatu)      | (22) |

- Nota: gli atleti tra parentesi non hanno concorso al punteggio totale della squadra

### Individuale (donne seniores)
| Pos. | Atleta                     | Nazione | Tempo (m's") |
| ---- | -------------------------- | ------- | ------------ |
|      | Irene Chepet Cheptai       | Kenya   | 31'57"       |
|      | Alice Aprot Nawowuna       | Kenya   | 32'02"       |
|      | Lilian Kasait Rengeruk     | Kenya   | 32'12"       |
| 4    | Hyvin Kiyeng Jepkemoi      | Kenya   | 32'32"       |
| 5    | Agnes Tirop                | Kenya   | 32'32"       |
| 6    | Faith Chepngetich Kipyegon | Kenya   | 32'49"       |
| 7    | Ruth Jebet                 | Bahrein | 32'50"       |
| 8    | Belaynesh Oljira           | Etiopia | 32'53"       |
| 9    | Rose Chelimo               | Bahrein | 33'01"       |
| 10   | Senbere Teferi             | Etiopia | 33'12"       |
| 11   | Eunice Chebichii Chumba    | Bahrein | 33'26"       |
| 12   | Mercyline Chelangat        | Uganda  | 33'29"       |

### Squadre (donne seniores)
| Irene Chepet Cheptai         | 1   |
| Alice Aprot Nawowuna         | 2   |
| Lilian Kasait Rengeruk       | 3   |
| Hyvin Kiyeng Jepkemoi        | 4   |
| (Agnes Tirop)                | (5) |
| (Faith Chepngetich Kipyegon) | (6) |

| Belaynesh Oljira   | 8     |
| Senbere Teferi     | 10    |
| Gebeyanesh Ayele   | 13    |
| Sentayehu Lewetegn | 14    |
| (Zerfie Limeneh)   | (26)  |
| (Dera Dida)        | (DNF) |

| Ruth Jebet              | 7    |
| Rose Chelimo            | 9    |
| Eunice Chebichii Chumba | 11   |
| Desi Mokonin            | 32   |
| (Bontu Rebitu)          | (68) |

- Nota: gli atleti tra parentesi non hanno concorso al punteggio totale della squadra

### Individuale (donne under 20)
| Pos. | Atleta                  | Nazione | Tempo (m's") |
| ---- | ----------------------- | ------- | ------------ |
|      | Letesenbet Gidey        | Etiopia | 18'34"       |
|      | Hawi Feysa              | Etiopia | 18'57"       |
|      | Celliphine Chespol      | Kenya   | 19'02"       |
| 4    | Sheila Chelangat        | Kenya   | 19'12"       |
| 5    | Hellen Ekalale Lobun    | Kenya   | 19'16"       |
| 6    | Fotyen Tesfay           | Etiopia | 19'24"       |
| 7    | Peruth Chemutai         | Uganda  | 19'29"       |
| 8    | Joyline Cherotich       | Kenya   | 19'31"       |
| 9    | Emmaculate Chepkirui    | Kenya   | 19'31"       |
| 10   | Zeineba Yimer           | Etiopia | 19'32"       |
| 11   | Sandrafelis Chebet Tuei | Kenya   | 19'59"       |
| 12   | Birri Abera             | Etiopia | 20'00"       |

### Squadre (donne under 20)
| Letesenbet Gidey | 1    |
| Hawi Feysa       | 2    |
| Fotyen Tesfay    | 6    |
| Zeineba Yimer    | 10   |
| (Birri Abera)    | (12) |
| (Wede Kefale)    | (13) |

| Celliphine Chespol        | 3    |
| Sheila Chelangat          | 4    |
| Hellen Ekalale Lobun      | 5    |
| Joyline Cherotich         | 8    |
| (Emmaculate Chepkirui)    | (9)  |
| (Sandrafelis Chebet Tuei) | (11) |

| Peruth Chemutai         | 7    |
| Sarah Chelangat         | 14   |
| Adha Munguleya          | 18   |
| Janat Chemusto          | 23   |
| (Esther Yeko Chekwemoi) | (25) |
| (Scarlet Chemos)        | (29) |

- Nota: gli atleti tra parentesi non hanno concorso al punteggio totale della squadra

### Staffetta mista
| Pos. | Nazione       | Atleti/e                                                                          | Tempo (m's") |
| ---- | ------------- | --------------------------------------------------------------------------------- | ------------ |
|      | Kenya         | Asbel Kiprop, Winfred Nzisa Mbithe, Bernard Kipkorir Koros, Beatrice Chepkoech    | 22'22"       |
|      | Etiopia       | Welde Tufa, Bone Cheluke, Yomif Kejelcha, Genzebe Dibaba                          | 22'30"       |
|      | Turchia       | Aras Kaya, Meryem Akdag, Ali Kaya, Yasemin Can                                    | 22'37"       |
| 4    | Bahrein       | Sadik Mikhou, Dalila Abdulkadir, Benson Kiplagat Seurei, Tigist Gashaw            | 23'20"       |
| 5    | Marocco       | Mohamed Tindouft, Oumaima Saoud, Sanae El Otmani, Brahim Kaazouzi                 | 24'02"       |
| 6    | Stati Uniti   | Cory Leslie, Eleanor Fulton, Marisa Howard, Paul Kipkemoi Chelimo                 | 24'08"       |
| 7    | Tanzania      | Faraja Damas Lazaro, Sicilia Ginoka Panga, Jackline Sakilu, Marco Silvester Monko | 24'13"       |
| 8    | Spagna        | Marc Alcalá, Solange Pereira, Jesús Ramos, Blanca Fernández                       | 24'29"       |
| 9    | Eritrea       | Netsanet Negasi, Berhane Tesfay, Helen Gebru, Awet Habte                          | 24'47"       |
| 10   | Italia        | Soufiane El Kabbouri, Margherita Magnani, Giulia Aprile, Joao Bussotti            | 25'14"       |
| 11   | Sudan         | Hossny Eisa, Sounia Faroog Hamdan, Amna Bakhit, Adam Fadl Alla Musa               | 25'53"       |
| 12   | Sudan del Sud | Suzan Bumanga, Kamusu Muskan, Stella Ohiri, Majook Riak                           | 29'30"       |
|      | Uganda        | Winnie Nanyondo, Geofrey Ruto, Dorcus Ajok, Ronald Musagala                       | NQ           |

## Medagliere
Legenda
     Paese ospitante
| Posizione | Paese   | Oro | Argento | Bronzo | Totale |
| --------- | ------- | --- | ------- | ------ | ------ |
| 1         | Kenya   | 4   | 5       | 3      | 12     |
| 2         | Etiopia | 4   | 4       | 1      | 9      |
| 3         | Uganda  | 1   | 0       | 2      | 3      |
| 4         | Bahrein | 0   | 0       | 1      | 1      |
| 4         | Eritrea | 0   | 0       | 1      | 1      |
| 4         | Turchia | 0   | 0       | 1      | 1      |
| Totale    | Totale  | 9   | 9       | 9      | 27     |